# Um Programa de Presente
Um programa de presente é o trigésimo quinto episódio da segunda temporada da série de televisão brasileira de comédia de situação Os Caras de Pau, e o setuagésimo segundo episódio da série em geral. Foi dirigido por Márcio Trigo, e escrito por Marcius Melhem. O episódio foi originalmente exibido pela Rede Globo em 25 de dezembro de 2011, como parte da programação especial da Rede Globo de fim de ano, juntamente com o episódio "Ano novo, vida nova".

## Produção
"Um programa de presente" é o trigésimo sexto episódio da segunda temporada da série de televisão Os Caras de Pau. Foi escrito pelo ator Marcius Melhem e dirigido por um dos diretores da temporada, Márcio Trigo. "Um programa de presente" foi exibido em 25 de dezembro de 2011, na Rede Globo, como o trigésimo sétimo episódio de Os Caras de Pau.
O episódio fugiu totalmente do formato do programa e de todos os episódios, pois não foi produzido em esquetes mas sim em um episódio inteiro.

### Filmagens
Aproveitando que estavam indicados para o "Montreux Comedy Awards", a equipe da série resolveu gravar o episódio na Suiça, local da cerimônia de entrega do prêmio.

## Enredo
Jorginho (interpretado por Leandro Hassum) e Pedrão (interpretado por Marcius Melhem) encontram e abrem um embrulho deixado junto à árvore. Para surpresa e decepção, trata-se de uma bicicleta infantil, endereçada a Wolfgang, na Suíça.
Sensibilizado e imbuído do espírito natalino, Pedrão decide entregar o presente ao seu verdadeiro dono, a qualquer custo. E, claro, Jorginho, não escapa da aventura. Entre os Alpes e lagos suíços, os seguranças vivem as mais incríveis situações para garantir que a bicicleta seja entregue em tempo de alegrar o Natal do pequeno Wolfgang.

## Audiência
Em sua exibição original, o episódio obteve 14 pontos, audiência superior ao episódio exibido anteriormente - intitulado de "Na Cara de Pau e na coragem" - que obteve 12 pontos..